# Johannes Hahn
Johannes Hahn (Wenen, 2 december 1957) is een Oostenrijks politicus voor de ÖVP.

## Loopbaan
Hij doctoreerde in de filosofie in 1987 aan de Universiteit van Wenen.
Tussen 11 januari 2007 en 26 januari 2010 was hij bondsminister van Onderzoek en Wetenschap in de regeringen-Gusenbauer en -Faymann. Daarna werd hij Eurocommissaris. In de commissie-Barroso II was hij commissaris voor Regionaal beleid. In de commissie-Juncker kreeg Hahn de portefeuille Nabuurschapsbeleid en Uitbreidingsonderhandelingen. Vanaf 2 juli 2019 nam hij tevens de portefeuille Regionaal Beleid waar. Hij verving hierbij Corina Crețu, die lid was geworden van het Europees Parlement.

## Privé
Hahn is gehuwd met Susanne Riess-Passer. Hij heeft een zoon uit een eerder huwelijk.